# Bộ Lâm nghiệp (Việt Nam)
Bộ Lâm nghiệp là một bộ cũ của chính phủ Việt Nam, hiện đã được hợp nhất với Bộ Nông nghiệp và Công nghiệp Thực phẩm và Bộ Thủy lợi thành Bộ Nông nghiệp và Phát triển Nông thôn.

## Lịch sử
- Ngày 14/11/1945 Chính phủ Việt Nam Dân chủ Cộng hòa thành lập Bộ Canh nông. Bộ trưởng là Cù Huy Cận, sau đó là Bồ Xuân Luật, Huỳnh Thiện Lộc, Ngô Tấn Nhơn, Nghiêm Xuân Yêm. Ông Nguyễn Năng Đắc là Tổng Giám đốc đầu tiên của Nha Lâm chính.
- Tháng 2/1955 Chính phủ thành lập Bộ Nông lâm. Bộ trưởng là Nghiêm Xuân Yêm, các thứ trưởng là Nguyễn Tạo, Lê Duy Trinh, Nguyễn Oanh, Hồ Viết Thắng, Trần Hữu Dực.
- Cuối năm 1960 tách Bộ Nông lâm thành 4 tổ chức: Bộ Nông nghiệp, Bộ Nông trường; Tổng cục thủy sản và Tổng cục Lâm nghiệp.
- Tổng cục trưởng Tổng cục Lâm nghiệp đầu tiên là: Nguyễn Tạo (1961-1971), Hoàng Bửu Đôn.
- Năm 1976 Quốc hội thống nhất nghị quyết về Chính phủ thống nhất trong thành phần có Bộ Lâm nghiệp được thành lập trên cơ sở Tổng cục Lâm nghiệp. Ngày 1/2/1994, Chính phủ ban hành Nghị định số 08CP về nhiệm vụ, quyền hạn và bộ máy của Bộ Lâm nghiệp.

Các đời Bộ trưởng là:
- Hoàng Văn Kiểu (1976-1979)
- Trần Kiên (2/1979-1/1981)
- Phan Xuân Đợt (1/1981- 1992)
- Nguyễn Quang Hà (19/12/1992-21/10/1995)
- Ngày 3/10-28/10/1995, tại kỳ họp thứ 8 của Quốc hội khóa 9 thông qua Nghị định về việc thành lập Bộ Nông nghiệp và Phát triển nông thôn trên cơ sở hợp nhất 3 Bộ: Lâm nghiệp, Nông nghiệp và Công nghiệp thực phẩm và Thủy lợi.

## Tổ chức

### Các cục
- Cục Phát triển Lâm nghiệp.
- Cục Kiểm lâm
- Cục bảo vệ thực vật.
- Cục Thú y
- Cục Khuyến nông và khuyến lâm.
- Cục Chế biến nông lâm sản và ngành nghề nông thôn.
- Cục Định canh định cư và Vùng kinh tế mới.

### Các vụ
- Vụ Kế hoạch và quy hoạch.
- Vụ Đầu tư xây dựng cơ bản.
- Vụ Khoa học công nghệ và chất lượng sản phẩm.
- Vụ Chính sách nông nghiệp và phát triển nông thôn.
- Vụ hợp tác quốc tế.
- Vụ Tài chính-kế toán.
- Vụ Tổ chức-cán bộ.